# 柏林联盟足球俱乐部
柏林联足球俱乐部（德語：1. FC Union Berlin）是一家位于德国柏林的足球俱乐部，创立于1966年1月20日，主场为老林务所畔球场。该队2022-2023赛季在德国足球甲级联赛中最终排名第4，在2023-2024赛季将继续参加德国足球甲级联赛。

## 球队历史

### 建队初期
柏林联足球俱乐部最早的历史可以追溯到1906年6月17日建立的奥林匹亚-奥伯舍纽德体育俱乐部(Sport-Club Olympia Oberschöneweide)。球队在1920年搬迁到了老林务所畔体育场。虽然大部分时间都征战在顶级联赛，球队在当时并没有获得什么主要的冠军。

### 动荡年代
在战争时期，足球成了次要的东西。战争结束后，柏林被分为东西两部分，而当时俱乐部的大部分人员都去了西柏林，并在西柏林建立了一个名为柏林联盟的足球俱乐部。留在东柏林的球员参加了当时的德意志民主共和国足球高级联赛，但是在1950/51赛季就降级了。从此，俱乐部就进入了漫长的动荡时期。

### 重组
1966年1月20日，柏林联俱乐部在柏林变压器厂体育俱乐部的一次会议上成立。在1967-1968赛季，柏林联俱乐部获得了东德杯的冠军。从此，柏林联俱乐部一直在东德职业足球联赛征战。在1986年，球队还获得了欧洲足联国际托托杯的冠军。

### 新时代与危机
两德合并后，柏林联进入了德国足球地区联赛。但是很快俱乐部就陷入了财政危机，因此被从职业联赛中除名。为了摆脱财政危机，球队出售了很多优秀的球员，但是依然在1997年面临解散的危机。当时的球迷组织了一场大规模的游行活动，因此获得了耐克为期5年的赞助合同。
但是在2004年，球队再次因为注册资金不足而再次面临被从职业联赛中除名的危险。危急关头，柏林联球迷挺身而出，发起了一项“为柏林联献血”的行动。值得一提的是，这里的“献血”并非隐喻，而是切切实实献出自己宝贵的鲜血。通过球迷的贡献，球队获得了足够的资金，得以继续留在德国足球地区联赛。
2007-2008赛季，柏林联重返德乙联赛。为了满足德乙联赛对于主场的要求，柏林联从2008-2009赛季开始对老林务所畔体育场进行重建。在重建过程中，超过 2300 名俱乐部的球迷志愿工作了140000 小时，为俱乐部节省了数百万欧元的开支。

### 重返德甲
2018-2019赛季，柏林联获得了德乙联赛第3名的成绩，并因为在附加赛中击败了斯图加特而获得了2019-2020赛季德国甲级联赛的入场券。2019-2020赛季，柏林联在德国甲级联赛最终排名第十一。
2020-2021赛季，柏林联在德国甲级联赛最终排名第七，获得了欧洲足联欧洲协会联赛的席位。
2021-2022赛季，柏林联在德国甲级联赛最终排名第五，获得了欧足联欧洲联赛的席位。
2022-2023赛季，柏林联在德国甲级联赛最终排名第四，取得欧冠资格，队史首次杀入欧冠正赛。

## 球队荣誉
- 东德杯（FDGB-Pokal）
  - 冠军：1968年；
  - 亚军：1986年；
- 德国足协杯（DFB-Pokal）
  - 亚军：2000-2001年；
- 德國足球地區聯賽〈東北部賽區〉（Regionalliga Nordost）
  - 冠军：2000-2001年；
- NOFV-北部高級聯賽（NOFV-Oberliga Nord）
  - 冠军：2005-2006年；
- 柏林杯（Berlin Cup）
  - 冠军：1947年、1948年、1994年、2007年、2009年；
- 德國足球丙級聯賽
  - 冠军：2008-2009年；

## 球會文化

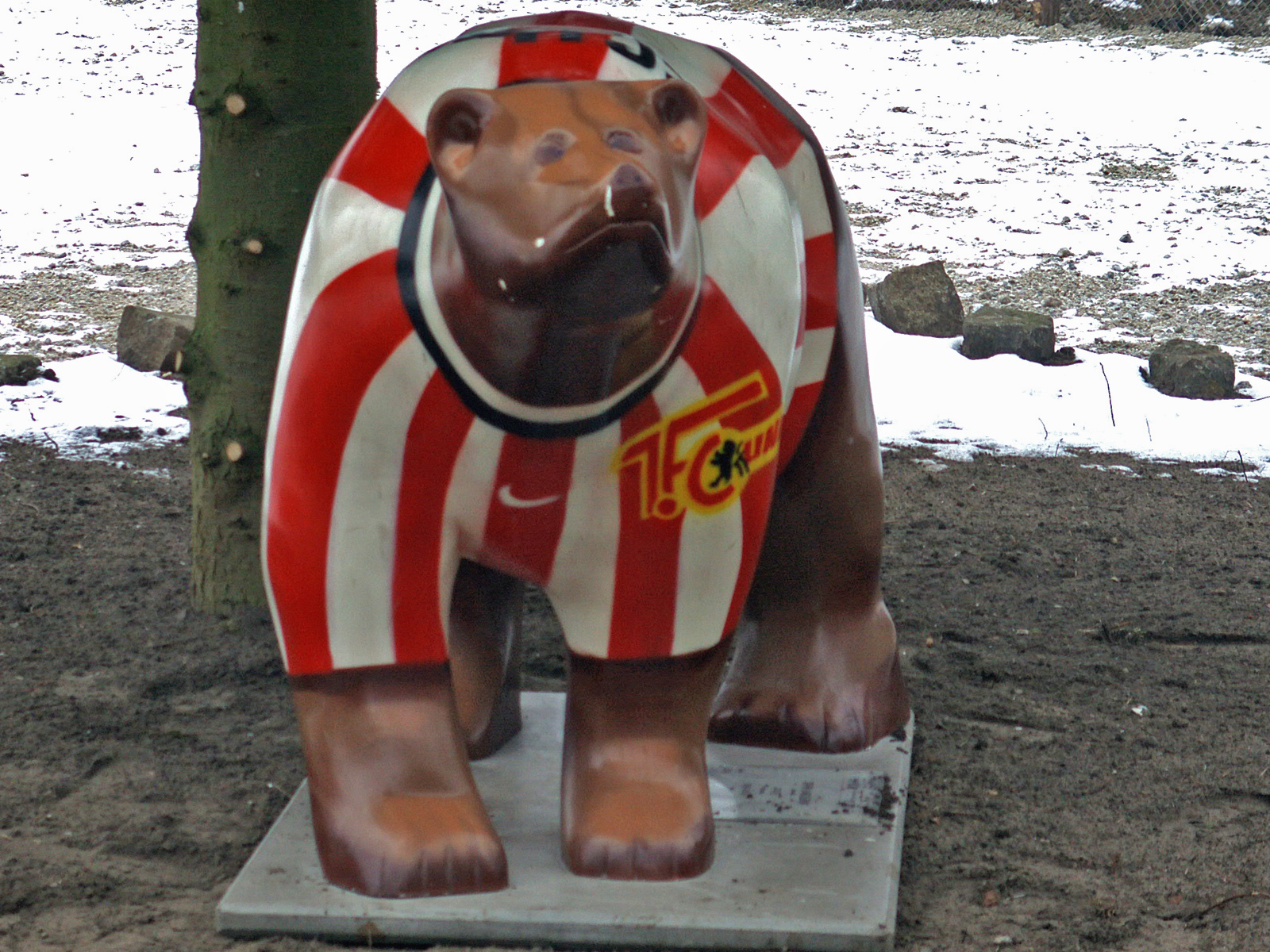
吉祥物「Union Buddy Bear」

柏林聯盟普遍被認為是德國其中一支不順從一般公認信念的球隊，建基於前東德時期與柏林迪纳摩（Dynamo Berlin）的恩怨。當時戴拿模是東德境內令人聞風膽怯的特務組織史塔西（Stasi）關連機構，而柏林聯盟則獲得自由德國工會聯合會（Freier Deutscher Gewerkschaftsbund，簡稱FDGB）的庇蔭。在這環境下使到柏林聯盟成為非正式的反對社會主義制度代表，在其主場中球迷經常高唱隱藏反對政權的歌曲。

## 會歌
柏林聯盟的官方會歌《鋼鐵聯盟》（Eisern Union）是由德國著名朋克歌星尼娜·哈根（Nina Hagen）創作。

## 球員（2025-2026球季）
1. 粗體字為新加盟球員（青年隊提升不計）。
2. 者為傷患球員。
3. 2025年夏季轉會窗（英语：List of German football transfers summer 2025）：6月1日至10日，6月16日至9月1日[8]。

### 現役球員
| 號碼  | 國籍     | 球員                                  | 位置     | 年齡  | 加盟年份 | 前屬球會       | 轉會費    |
| 门 将 | 门 将    | 门 将                                 | 门 将    | 门 将 | 门 将    | 门 将          | 门 将     |
| ----- | -------- | ------------------------------------- | -------- | ----- | -------- | -------------- | --------- |
| 1     | 丹麦     | （Frederik Rønnow）                   | 门将     | 33    | 2021     | 法蘭克福       | 100万歐元 |
| 12    | 德国     | 卡爾·克勞斯（Carl Klaus）             | 门将     | 31    | 2024     | 纽伦堡         | 自由轉會  |
| 37    | 德国     | 亞歷山大·施沃洛（Alexander Schwolow）       | 门将     | 33    | 2023     | 沙尔克04       | 自由轉會  |
| 後 衛 |          |                                       |          |       |          |                |           |
| 4     | 葡萄牙   | （Diogo Leite）                       | 中堅     | 26    | 2022     | 波尔图         | 750萬歐元 |
| 5     | 蘇利南   | （Danilho Doekhi）                    | 中堅     | 27    | 2022     | 維迪斯         | 自由轉會  |
| 14    | 奥地利   | 利奧波德·奎菲爾德（Leopold Querfeld） | 中堅     | 21    | 2024     | 維也納迅速     | 300萬歐元 |
| 15    | 德国     | （Tom Rothe）                         | 左閘     | 20    | 2024     | 多特蒙德       | 500萬歐元 |
| 18    | 克罗地亚 | （Josip Juranović）                   | 右閘     | 30    | 2023     | 些路迪         | 855萬歐元 |
| 26    | 瓜德罗普 | （Jérôme Roussillon）                 | 左閘     | 32    | 2023     | 沃尔夫斯堡     | 無透露    |
| 28    | 奥地利   | （Christopher Trimmel）               | 右閘     | 38    | 2014     | 維也納迅速     | 自由轉會  |
| 39    | 德国     | 德里克·寇恩（Derrick Köhn）           | 左閘     | 26    | 2025     | 加拉塔沙雷     | 400萬歐元 |
| 中 场 |          |                                       |          |       |          |                |           |
| 8     | 德国     | （Rani Khedira）                      | 防守中場 | 31    | 2021     | 奥格斯堡       | 自由轉會  |
| 11    | 大韩民国 | 郑优营（Jeong Woo-yeong）             | 進攻中場 | 25    | 2024     | 斯图加特       | 400萬歐元 |
| 13    | 匈牙利   | （András Schäfer）                    | 正中場   | 26    | 2022     | 斯特里達       | 100萬歐元 |
| 19    | 德国     | （Janik Haberer）                     | 正中場   | 31    | 2022     | 弗赖堡         | 自由轉會  |
| 24    | 丹麦     | （Robert Skov）                       | 進攻中場 | 29    | 2024     | 賀芬咸         | 自由轉會  |
| 29    | 法國     | 卢卡斯·图萨尔（Lucas Tousart）              | 防守中場 | 28    | 2023     | 柏林赫塔       | 289萬歐元 |
| 33    | 捷克     | （Alex Král）                         | 防中     | 27    | 2023     | 莫斯科斯巴达克 | 自由轉會  |
| 36    | 德国     | （Aljoscha Kemlein）                  | 防守中場 | 21    | 2023     | 青年隊         | --        |
| 前 鋒 |          |                                       |          |       |          |                |           |
| 7     | 蘇格蘭   | （Oliver Burke）                      | 右翼     | 28    | 2025     | 雲達不萊梅     | 自由轉會  |
| 9     | 土耳其   | 利萬·伯庫（Livan Burcu）              | 左翼     | 20    | 2024     | 桑德豪森       | 30萬歐元  |
| 10    | 德国     | 伊利亚斯·安萨（Ilyas Ansah）          | 中鋒     | 20    | 2025     | 柏達邦         | 400萬歐元 |
| 21    | 德国     | 蒂姆·斯卡爾克（Tim Skarke）           | 右翼     | 28    | 2022     | 達斯泰特       | 自由轉會  |
| 23    | 塞尔维亚 | 安德烈·伊利奇（Andrej Ilić）          | 中鋒     | 25    | 2024     | 里爾           | 500萬歐元 |
| 27    | 克罗地亚 | 馬林·柳比西奇（Marin Ljubicic）       | 中鋒     | 23    | 2025     | 林茨           | 450萬歐元 |

1. ↑  租借一季(22/23)後買斷，租借費50萬歐元
2. ↑  租借一季(24/25)後買斷
3. ↑  租借一季(23/24)後買斷

### 外借球員
| 號碼             | 國籍             | 球員                         | 位置             | 年齡             | 加盟年份         | 外借球會         | 外借球季                |
| 2025年夏季轉會窗 | 2025年夏季轉會窗 | 2025年夏季轉會窗             | 2025年夏季轉會窗 | 2025年夏季轉會窗 | 2025年夏季轉會窗 | 2025年夏季轉會窗 | 2025年夏季轉會窗        |
| ---------------- | ---------------- | ---------------------------- | ---------------- | ---------------- | ---------------- | ---------------- | ----------------------- |
| 11               | 科特迪瓦         | 克里斯·比迪亞（Chris Bedia） | 中鋒             | 29               | 2024             | 青年人           | 24/25下半季 25/26上半季 |
| 20               | 斯洛伐克         | （László Bénes）             | 正中場           | 27               | 2024             | 卡塞利           | 25/26球季               |

### 離隊球員
1. 『*』為先租出一季或半季後售出。

| 號碼             | 國籍             | 球員                          | 位置             | 年齡             | 加盟年份         | 加盟球會         | 轉會費           |
| 2025年夏季轉會窗 | 2025年夏季轉會窗 | 2025年夏季轉會窗              | 2025年夏季轉會窗 | 2025年夏季轉會窗 | 2025年夏季轉會窗 | 2025年夏季轉會窗 | 2025年夏季轉會窗 |
| ---------------- | ---------------- | ----------------------------- | ---------------- | ---------------- | ---------------- | ---------------- | ---------------- |
| 2                | 德国             | （Kevin Vogt）                | 中堅             | 33               | 2024             | 波鸿             | 自由轉會         |
| 3                | 德国             | （Paul Jaeckel）              | 中堅             | 27               | 2021             | 普斯辛蒙斯達     | 30萬歐元         |
| 6                | 德国             | （Robin Gosens）              | 後衛             | 31               | 2023             | 佛罗伦萨         | 700萬歐元*       |
| 9                | 克罗地亚         | 伊凡·普拉塔金（Ivan Prtajin） | 中鋒             | 29               | 2024             | 凱撒勞頓         | 100萬歐元        |
| 10               | 德国             | （Kevin Volland）             | 中鋒             | 33               | 2023             | 1860慕尼黑       | 自由轉會         |
| 16               | 德国             | （Benedict Hollerbach）       | 中鋒             | 24               | 2023             | 美因茨05         | 1,000萬歐元      |
| 37               | 德国             | （Lennart Grill）             | 门将             | 26               | 2022             | 特雷斯登戴拿模   | 自由轉會         |

## 著名球員
- （Sergej Barbarez，1993年-1996年）
- （Robert Huth，2000年-2001年）

## 外部連結
- Official team site （页面存档备份，存于）
- Abseits Guide to German Soccer